# Гегелло Олександр Іванович
Гегелло Олександр Іванович (рос. Гегелло Александр Иванович; 23 липня 1891, Катеринослав — 11 серпня 1965, Москва) — радянський архітектор, автор понад 300 проектів.

## Життєпис
Народився 23 липня 1891 року в Катеринославі (нині місто Дніпро).
Батько — титулярний радник Іван Григорович Гегелло, служив земським лікарем у Верхньодніпровському повіті Катеринославської губернії, помер ще до народження сина.
Мати — Олена Костянтинівна (Лашкова), вчителька.
З 1902 року навчався в Катеринославській класичної гімназії, після закінчення якої, разом з матір'ю і старшим братом Михайлом (згодом став лікарем), переїхав до Санкт-Петербургу. Ще навчаючись у гімназії, Олександр відвідував вечірні курси малювання та вже тоді зробив свій професійний вибір, бажаючи стати, передусім, художником. До наших часів зберіглося чимало малюнків Гегелло, зроблених ним у Катеринославі в період з 1908 по 1913 роки. Майже усі вони присвячені спорудам на Соборній площі і Потьомкінському саду. Малюнки зберігаються в Державному науково-дослдіному музеї архітектури ім. О. В. Щусєва (Москва, Росія).
У 1910 році вступив до Санкт-Петербурзького політехнічного інституту (ЦДІА СПб, фонд 478, опис 3, справа 1461), після закінчення першого курсу перевівся до Інституту цивільних інженерів. Юнак щосили бажав вступити до Академії мистецтв. Проте йому «довелося» вступити до Інституту цивільних інженерів — провідного вищого навчального закладу в галузі архітектури. У 1920 році, закінчивши врешті-решт Інститут, Гегелло все ж таки вступив до Академії мистецтв, щоправда, на архітектурне відділення, яке успішно закінчив у 1923 році.
На цьому етапі Гегелло приділяє велику увагу не тільки теоретичній, а й практичній підготовці. Він працює помічником архітектора в міській комісії з народної освіті Петроградської міської думи. Під час навчання працював на будівництвах архітектора І. О. Фоміна.
Будинок культури Московсько-Нарвського району (з 1929 р. будинок культури ім. Горького) — став візитною карткою архітектора. Це був перший будинок культури у Ленінграді, побудований у 1927 році. Споруда виявилася видатною як за своїм композиційним рішенням, так і за характером планування головного залу (на 2200 місць) та умілим поєднанням багатьох функцій. Слід відзначити, що в Будинку розташувалися театральний зал, клуб, кінозал на 400 осіб, бібліотека, лекційний зал, зали для танців, ігор та відпочинку, спортивний зал.
Другу світову війну Гегелло зустрів у Ленінграді. З 1941 року він керував роботами з маскування Смольного. Війну пережив у Новосибірську. З 1944 році керував проєктами відновлення та забудови Московського району міста. Зокрема, йому належить проєкт тріумфальної арки на честь Перемоги на Пулковському шосе у Середньої Рогатки, побудованої у 1945 році і до наших часів не збереглася.
З 1950 року розпочався московський етап життя Гегелло. При цьому він виконує робіти для багатьох міст СРСР. Це, зокрема, клуб і житлові будинки на площі Комуни в Севастополі (1948—1951 роки), Будинок Рад в Орлі (1952 рік), комплекс споруд на Центральній площі міста Колпино (1955 рік, співавтор М. А. Шепілєвський).
Протягом наступних тридцяти років він разом з помічниками виконав більше 300 проектів, з яких здійснено понад сто.
Архітектор Олександр Гегелло помер 11 серпня 1965 році у Москві. Особистий архів нараховує 4 тисячі одиниць зберігання і знаходиться у фондах Державного науково-дослдіного музею архітектури ім. О. В. Щусєва.

## Кар'єра
- 1916—1924 рр. — помічник в майстерні І. О. Фоміна
- З 1924 року — проектне бюро Будкома (з 1926 р. Будкомгосп)
- 1929—1933 рр. — викладав в Ленінградському інституті інженерів комунального будівництва
- 1936 р. — поїздка до Великої Британії, Франції та Швеції
- 1934—1948 рр. — керівник майстерні № 62 «Ленпроекту»
- 1948—1950 рр. — очолював Ленінградську філію Академії архітектури СРСР
- У роки Великої Вітчизняної війни жив і працював у Новосибірську
- 1950 р. — обраний віце-президентом Академії архітектури
- 1950 р. — переїзд до Москви
- Почесний член Академії будівництва і архітектури СРСР

### Ленінград. Проекти і будови
- Будинок культури Московсько-Нарвського району (1925 р .; співавтор Д. Л. Кричевський, конкурс; здійснений в 1927 р .; нині ДК ім. Горького);
- Пам'ятник В. І. Леніну — «Курінь» в Розливі (1926—1927 рр.);
- Тракторна вулиця (1925—1927 рр., Співавтори: О. С. Нікольський, Г. А. Симонов)
- Палац культури «Виборзький» 1925—1929 рр .; співавтор Д. Л. Кричевський);
- Крематорій в Олександро-Невській лаврі (1927 h.);
- Лікарня імені Боткіна (1927—1930 рр., Співавтори: Д. Л. Кричевський, Г. А. Симонов, конкурс відкритий ОАХ);
- Лікарня ім. Ерісмана (1927—1930 рр., Співавтор: М. Д. Фельгер);
- Палац культури імені І. І. Газа (1930—1935 рр.);
- Будинок технічного навчання (1931—1932 рр.);
- «Великий будинок» — НКВД (1931—1933 рр., Співавтори: М. Є. Лансере, А. А. Оль, Н. А. Троцький);
- Житлові будинки Ленсовета, Московський проспект, д. 206а і 208а (1937—1940 рр., Спільно з Сергієм Васильківським)[5]
- Палац кіно (кінотеатр «Гігант») (1933—1935 рр., Співавтор: Д. Л. Кричевський);
- Крематорій (1929 г. — на Волковому кладовищі; 1933 року — в Олександро-Невській лаврі);
- Школа на Мохової вул., Д. 19 (1935 р, співавтори: Д. Л. Кричевський, Є. Г. Груздева);
- Баня на вул. Чайковського, б. 1 (1935 р .; інж. Є. М. Ефраімовіч; побудована в 1939 р);
- Баня на Чкаловському просп.;
- Школа на наб. Робесп'єра (1936 р. співавтор: Н. В. Дроздов);
- Будинок Рад (1936 р. конкурс закритий, співавтор: Л. С. непрямо, Б. С. Ребортовіч, С. Т. Деженков);
- Палац піонерів — нові корпуси (1936—1937 рр., Співавтор: Д. Л. Кричевський);
- Універмаг Московського району (1938 р.);
- «Арка Перемоги» (тимчасова), була встановлена на Середній Рогатці (1945 р.).

### Проекти для інших міст
- Лікарня у Вишньому Волочку (1926 р., співавтор Г. О. Симонов);
- Театр в Ташкенті;
- Театр в Полоцьку (1929—1931 рр.);
- Робоче селище на залізничній станції Іня (1942 г.);
- Матроський клуб і житлові будинки на площі Комуни (сучасна площа Ушакова) в Севастополі (1948—1951 рр., Співавтори М. І. Богданов, Л. І. Кірєєв, Воєнпроект-30)[6];
- Будинок Рад в Орлі (1952 г.);
- Пам'ятник В. І. Леніну в Казані (1953 р, скульптор П. П. Яцино);
- Комплекс будівель на Центральній площі міста Колпіно (1955 р .; співавтори: М. А. Шепілевський і М. Я. Климентов).

## Нагороди та відзнаки
- 2 листопада 1944 р. — Орден Трудового Червоного Прапора
- 1956 р. — Орден Трудового Червоного Прапора

## Публікації Гегелло О.І
- «Вклад зодчих города Ленина в советскую архитектуру». Архитектура и строительство. 1948 г. № 1. Стр. 4-7. (рос.)
- «Из творческого опыта». — Ленинград: Гос. изд-во лит-ры по стр-ву, арх-ре и стр. мат-лам, 1962.

## Публікації
- Ігнатов О. Н. Архітектор О. Л. Красносельський.– К.: Будівельник, 1966.– 56 с.
- Исаченко В. Г. Александр Гегелло // Зодчие Санкт-Петербурга. XX век.– СПб.: Лениздат, 2000.– С. 86–99.
- Исаченко В. Г. Архитектура Санкт-Петербурга: справочник-путеводитель.– СПб.: Паритет, 2002.– 414 с.
- Гегелло Александр Иванович // Санкт-Петербург. Петроград. Ленинград: Энциклопедический справочник. –М.: Большая Российская Энциклопедия, 1992.
- Гегелло Александр Иванович [Архівовано 30 січня 2021 у Wayback Machine.] Знаменитые архитекторы и дизайнеры